# Nicolas Sébastien Adam

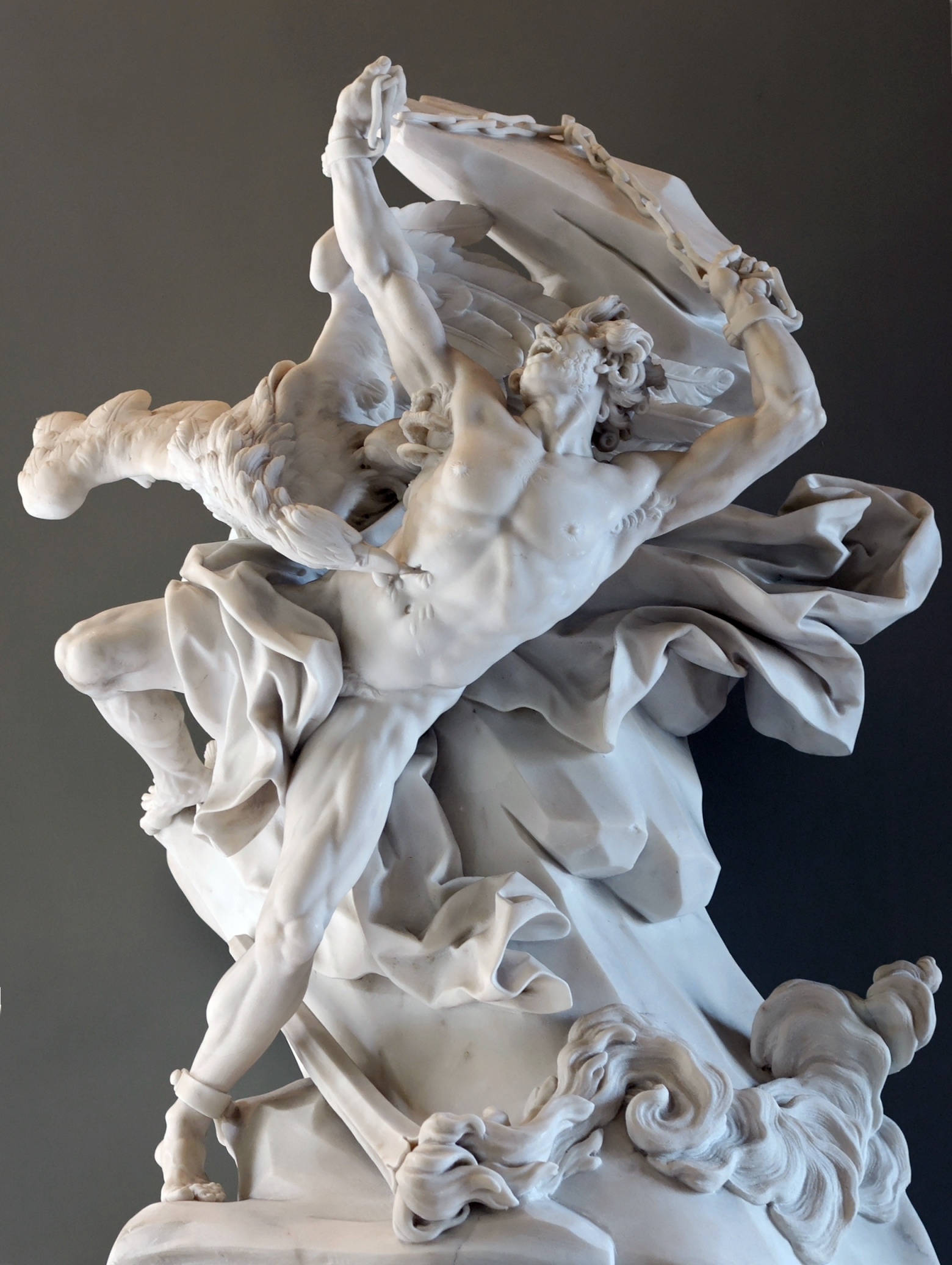
Prometheus

Nicolas Sébastien Adam, auch Adam le Jeune (* 22. März 1705 in Saint-Eyre in Nancy; † 27. März 1778 in Paris), war ein französischer Bildhauer.

## Leben und Werke
Nicolas Sébastien Adam war ein Sohn des Jacob-Sigisbert Adam, bei dem er offenbar ausgebildet wurde. Später arbeitete er mit seinem Bruder Lambert Sigisbert in Paris, bis dieser nach Rom ging. Danach, 1824, zog Nicolas Sébastien Adam auf Wunsch des Schatzmeisters der Staaten von Languedoc nach Montpellier, um dort Modelle für die Fassaden des Château de la Mosson anzufertigen. 1726 gelangte Adam nach Rom, wo er zusammen mit seinem Bruder antike Statuen für den Kardinal von Polignac restaurierte. 1728 sprach ihm die Accademia di San Luca einen Preis zu. Ende 1734 nach Paris zurückgekehrt, arbeitete er ab 1736 an dem Flachrelief Das Martyrium des heiligen Viktor, das später in die Schlosskapelle von Versailles gelangte. Ferner war er an den Arbeiten an der Innendekoration des Hôtel de Soubise, später Palais des Archives Nationales, beteiligt. Für das Schlafzimmer der Prinzessin von Rohan schuf er vier mythologische Gruppen in Stuckarbeit. 1738 wurde er mit dem Entwurf von zwei allegorischen Figuren der Gerechtigkeit und der Klugheit beauftragt. Sie sollten die Fassade der ehemaligen Chambre des Comptes im Hof der Sainte-Chapelle schmücken und fielen im Jahr 1871 einem Brand zum Opfer. Zusammen mit Lambert Sigisbert Adam arbeitete er an der Ausschmückung des Neptunbrunnens in Versailles: Die Gruppe Triumph Neptuns und der Amphitrite wurde 1740 aufgestellt. In den folgenden Jahren war er unter anderem mit dem Neubau der Abtei Saint-Denis beschäftigt.
Friedrich der Große wollte Adam im Jahr 1747 zu seinem ersten Bildhauer mit einem Salär von 4000 Livres ernennen, doch der Beamte, den er zu diesem Zweck nach Frankreich geschickt hatte, verhandelte aufgrund einer Verwechslung mit Adams jüngerem Bruder François Gaspard, der die Gelegenheit prompt ergriff und die nächsten 13 Jahre in königlichen Diensten in Deutschland verbrachte. Nicolas Sébastien Adam ging stattdessen nach Nancy, wohin ihn König Stanislaus berufen hatte, um das Mausoleum für Katharina Opalińska zu gestalten. Er kehrte gegen Ende des Jahres 1752 nach Paris zurück, wo er die Kapelle des Collège de Grammont ausschmückte. Ferner schuf er um diese Zeit eine Kindergruppe, die, mit einem Löwen und einem Tiger spielend, den Giebel des einstigen Hôtel de Choiseul schmücken sollte, und diverse Flachreliefs für das Haus des Monsieur de la Bouescière in der Rue de Clichy. Weitere Werke Adams waren z. B. eine Madonna und ein Altarbaldachin für die Kathedrale in Beauvais und ein silberner Christus, den er für den König von Portugal anfertigte.
Nachdem er schon 1737 bei der königlichen Akademie für Malerei und Bildhauerei zugelassen worden war, erlangte er am 16. Juni 1762 mit seiner Marmorgruppe Prometheus, die in den Louvre gelangte, den Rang eines Akademikers und wurde am 30. Januar 1778 Professor. Im selben Jahr aber erblindete er und starb. Stanislas Lami beurteilte Adam als „mäßiges Talent, ganz im Fahrwasser seines Bruders Lambert-Sigisbert.“
Sein Haus in der Rue des Amadiers 6 in Paris, das er 1753 erworben hatte, ging 1789 in den Besitz des Porzellanfabrikanten Johann Nepomuk Hermann Nast über, der seinen Betrieb in diese Straße verlegt hatte.